# 你是下一個
《你是下一個》（英語：You're Next）是一部2011年美國砍杀电影，由亞當·溫高德執導和剪輯，賽門·巴雷特編劇，夏妮·文森、尼可拉斯·圖奇、溫蒂·格倫、A·J·鮑恩、喬·斯萬伯格、芭芭拉·克蘭普頓和羅伯·莫蘭主演。影片讲述关系疏远的一家人在晚宴期間遭到一群蒙面人袭击的故事。
這部電影在2011年多倫多國際影展午夜瘋狂節目上進行了全球首映，並於2013年8月23日在美國上映。這部電影凭100萬美元的製作預算獲得了超過2600萬美元的票房收入，並獲得了邪典追捧。

## 剧情
影片以一對夫婦塔莉娅和埃里克·哈尔森發生性關係開場。之後，塔莉娅在屋子裡走來走去，沒有註意到外面的運動感應燈已經熄滅。洗完澡後，埃里克發現窗戶上用塔莉娅的血寫著“你是下一個”。塔莉娅的屍體躺在地上，她已經死了。一名戴著羔羊面具的襲擊者襲擊了埃里克，並用砍刀殺死了他。
埃琳陪她的男朋友克里斯平·戴維森到他們位於密蘇里州鄉村的度假屋與家人團聚。在場的还有克里斯平的爸爸保罗、妈妈奥布里、哥哥德雷克、嫂子凯莉、弟弟费利克斯和女朋友齐、妹妹艾梅和男朋友塔里克。
晚餐時，有人從窗外射进弩箭，其中一發擊射了塔里克的頭部殺死了他，另一發射傷了德雷克。倖存者發現他們的手机信号被屏蔽了。艾梅跑到外面尋求幫助，但遇到了一條絞索，割斷了她的喉嚨殺死了她。埃琳在廚房裡遭到一名戴著老虎面具的襲擊者的襲擊，但她將他擊退，他從廚房門逃走。保羅让奧布里躺到床上，但一個戴著狐狸面具的入侵者躲在床底下，用砍刀殺死了奧布里，在牆上留下了“你是下一個”的血字。
凯莉發現了狐狸面具人，驚慌失措逃出了房子，去了附近埃里克的家。在發現埃里克的屍體後，羔羊面具人將她扔出窗戶，然後用斧頭砍下她的腦袋殺死了她。克里斯平離開家尋求幫助。老虎面具人用斧頭攻擊埃琳，但她用嫩肉器毆打他，砸碎了他的頭骨。
保羅发现了睡袋和食品包裝紙，表明兇手已經在屋子里呆了很长一段時間。他找到费利克斯和齐並開始向他們解釋，結果狐狸面具用砍刀割開了他的喉嚨。後來發現正是费利克斯和齊僱傭了这些凶手來謀殺家人，這樣他們就可以继承遺產。羔羊面具發現了老虎面具的屍體，一怒之下掀翻了餐桌。他發現了躲藏起來的德雷克，但被埃琳用螺絲刀刺傷後逃跑了。埃琳在房子的入口處設置了釘子陷阱，向齐解釋說她在生存主义者的环境里長大，学习过戰鬥和生存技能。费利克斯在地下室遇到了德雷克，用多把螺絲刀刺死了他。
在樓上，埃琳发现了保羅的屍體。她跳窗逃離狐狸面具，弄傷了腿。羔羊面具被她的一個釘子扎傷了。躲藏時，埃琳無意中聽到费利克斯、齐、狐狸面具和羔羊面具之間的爭吵，得知羔羊面具和老虎面具是亲兄弟。她的手機發出声音，表明她發給911的短信已經送达，使得兇手听到了她的所在。她躲藏起来，刺向了羔羊面具的頭殺死了他。
埃琳意識到她腿部受傷，跑不过狐狸面具，於是在前門設置了一個陷阱，斧頭掉下來就会殺死開門的人。狐狸面具翻窗進來，埃琳把他引誘到地下室，用相機的闪光灯闪他的眼睛，然後用一根木頭砸碎他的頭骨殺死了他。齐和费利克斯想要亲自殺死埃琳，但埃琳用攪拌器搅碎的费利克斯的頭頂，然後用刀刺向齐的頭頂殺死了她。费利克斯的手機響了，埃琳接了電話但沒說話。克里斯平以为接电话的是费利克斯，使得埃琳得知他也參與了這個阴谋。當克里斯平回來時，埃琳與他對質，他解釋說他们本来不准备杀她的，只是要她做证人。他想要賄賂她，但她厭惡地刺向了他的脖子和眼睛殺死了他。
一名警察趕到並朝埃琳的肩膀開槍，因為他看到埃琳殺死了克里斯平。在呼叫支援後，他开门進入房子，被埃琳设下的陷阱杀害。

## 演员
- 夏妮·文森（英语：Sharni Vinson） 饰 埃琳
- 尼可拉斯·圖奇（英语：Nicholas Tucci） 饰 费利克斯·戴维森
- 溫蒂·格倫（英语：Wendy Glenn） 饰 齐
- A·J·鮑恩（英语：A. J. Bowen） 饰 克里斯平·戴维森
- 喬·斯萬伯格 饰 德雷克·戴维森
- 羅伯·莫蘭（英语：Rob Moran） 饰 保罗·戴维森
- 芭芭拉·克蘭普頓 饰 奥布里·戴维森
- 萨拉·迈尔斯 饰 凯莉·戴维森
- 艾米·塞梅茲（英语：Amy Seimetz） 饰 艾梅·戴维森
- 提·威斯特 饰 塔里克
- 林·修斯（英语：Lane Hughes） 饰 汤姆/狐狸面具
- L·C·霍爾特 饰 克雷格/羔羊面具
- 賽門·巴雷特（英语：Simon Barrett (filmmaker)） 饰 戴夫/老虎面具
- 賴瑞·費森登（英语：Larry Fessenden） 饰 埃里克·哈尔森
- 凱蒂·琳恩·夏爾（英语：Kate Lyn Sheil） 饰 塔莉娅
- 卡爾文·里德 饰 特鲁比亚诺警官